# 黎伯懽
黎伯懽（越南语：／，1864年—？年），越南阮朝官員。

## 生平
黎伯懽是乂安省英山府清漳縣南金總忠勤社（今屬乂安省南壇縣南忠社忠勤村）人，嗣德十七年（1864年）出生，解元黎伯惇之子。成泰三年（1891年），黎伯懽參加承天場鄉試，考中舉人。次年（1892年），會試中格，庭試考中進士。後任懷仁、升平知府，升左直道御史。